# 비후카역
비후카역(일본어: 美深駅)은 일본 홋카이도 나카가와 군 비후카정에 있는 홋카이도 여객철도 소야 본선의 역이다. 역 번호는 W54이다.
비후카 정의 대표역으로, 특급 "소야", "사로베쓰"가 정차한다. 예전에는 이 역에서 비코 선이 연결됐다.

## 역사

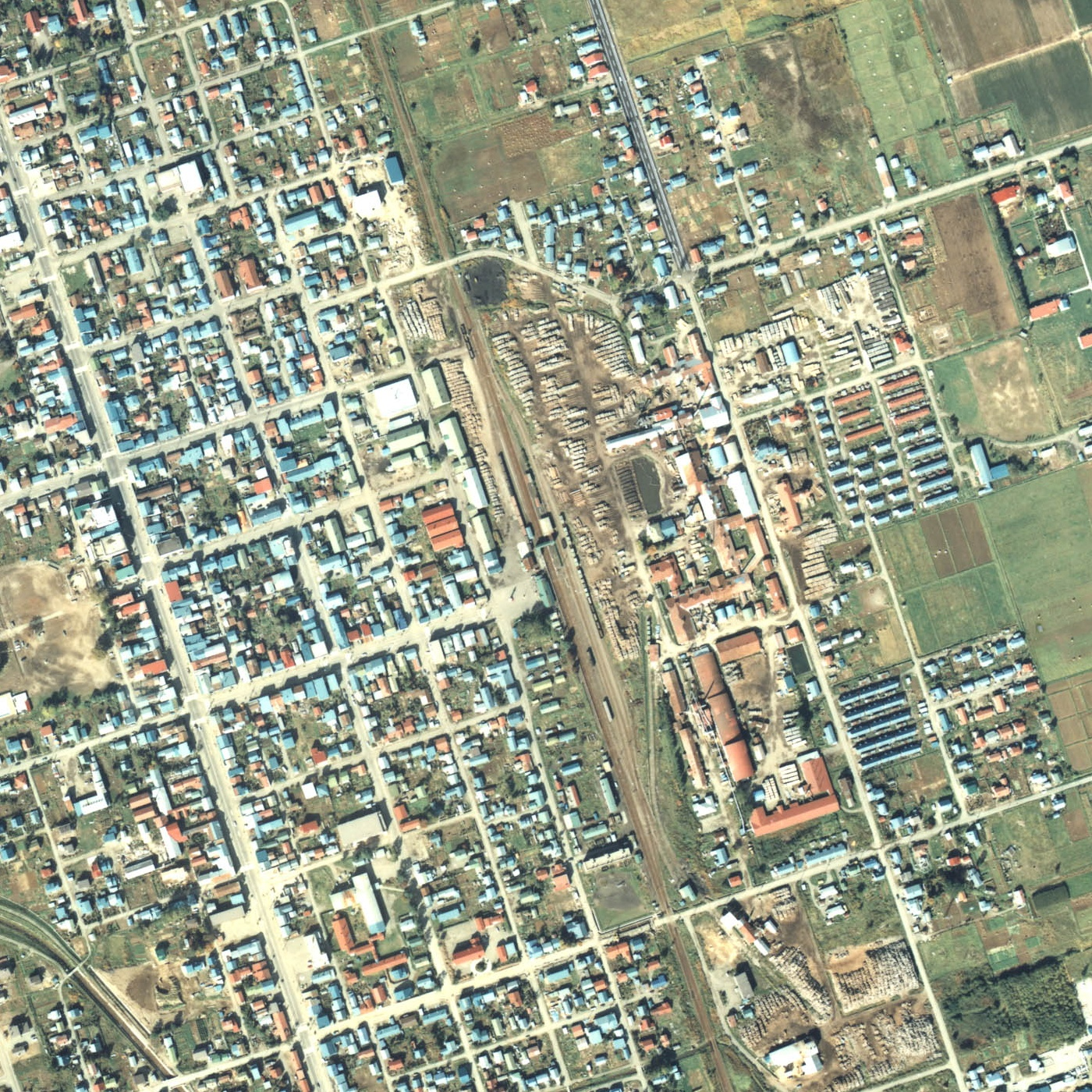
비후카 역을 중심으로 주위 약 1Km 권역을 찍은 항공사진. 1977년 촬영. 위가 왓카나이 방면. 국철형 배치 승강장 2면 3선. 역사 옆의 왓카나이 측에 화물승강장과 인입선, 승강장 바깥쪽에 다수의 부본선이 있다. 역 안쪽은 넓은 스톡야드와 와카마쓰 정에서 미나미 정에 걸쳐 제재소가 늘어져있어, 나요로 측에 인입선이 있다. 지금은 역 안의 제재소는 대부분 없다. 국토교통성 국토 사진 정보 (항공사진)

- 1911년 11월 3일 : 철도원 나요로 역과 이 역 사이의 개통과 함께 피후카 역(일본어: 美深駅, ぴうかえき)으로 개설[2]. 일반역
- 1942년 : 비후카 삼림 철도 개설
- 1949년 6월 1일 : 공공 기업체인 일본 국유 철도로 이관
- 1951년 7월 14일 : 역 이름을 읽는 방법을 "비후카"로 변경
- 1956년 : 비후카 삼림 철도 폐지
- 1964년 10월 5일 : 비코 선 개업[2]
- 1982년 11월 15일 : 화물 취급 폐지
- 1984년 2월 1일 : 위탁 수하물 취급 폐지
- 1985년 9월 17일 : 비코 선 폐지[2]
- 1987년 4월 1일 : 국철 분할 민영화로 홋카이도 여객 철도 (JR 홋카이도)로 승계[2]
- 2004년 3월 17일 : 나요로 역 관리로 전환, 역장 폐지
- 2016년 4월 30일 : 여객 영업 창구 업무 종료.[신문 1][3][신문 2] 다음날인 5월 1일부터 비후카 정이 창구 영업을 대신하는 간이 위탁역이 됨

## 역 구조
상대식 승강장 2면 2선의 구조를 가진 지상역이다. 이전에 비코 선이 있을 때는 목조 역사였다. 승강장 간의 이동은 과선교를 사용한다. 2016년 5월 1일부터 JR이 비후카 정에 수탁해 간이 위탁역이 되었다. (창구 영업 시간은 8시 30분 ~ 17시). 나요로 역 관리.
역사는 메이시 버스 터미널과 합쳐 "비후카 정 교통 터미널"이 되었다. 옥상에는 폐지된 비코 선을 기억할 수 있는 작품인 "비코의 종"이 있고, 왓카나이 행 특급 "소야" 도착 때와 15시에 울린다. 또 비후카 정 제 3섹터 운영의 매점, 관광 협회의 안내소도 입주해 있다.

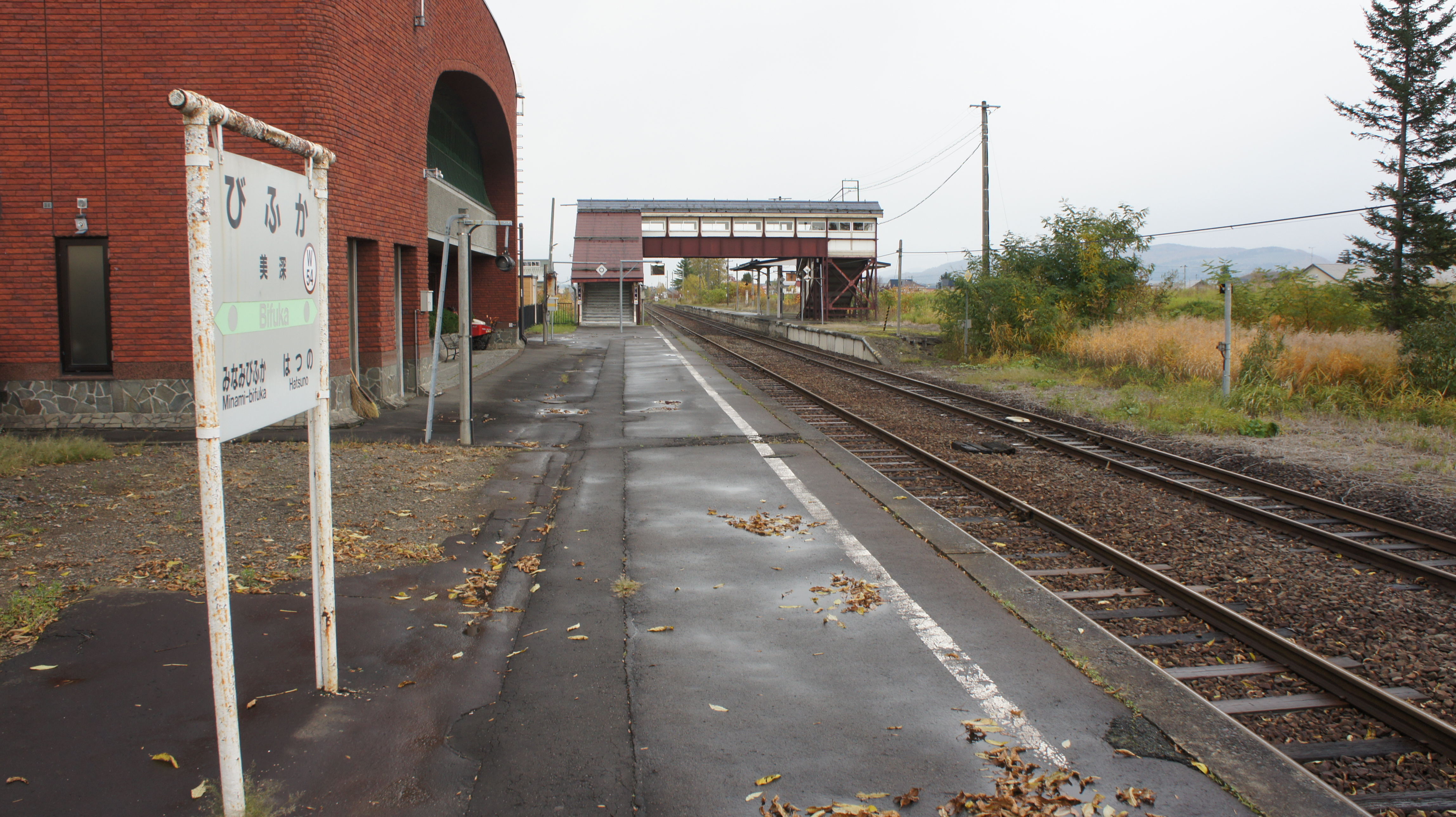
승강장 (2017년 10월)
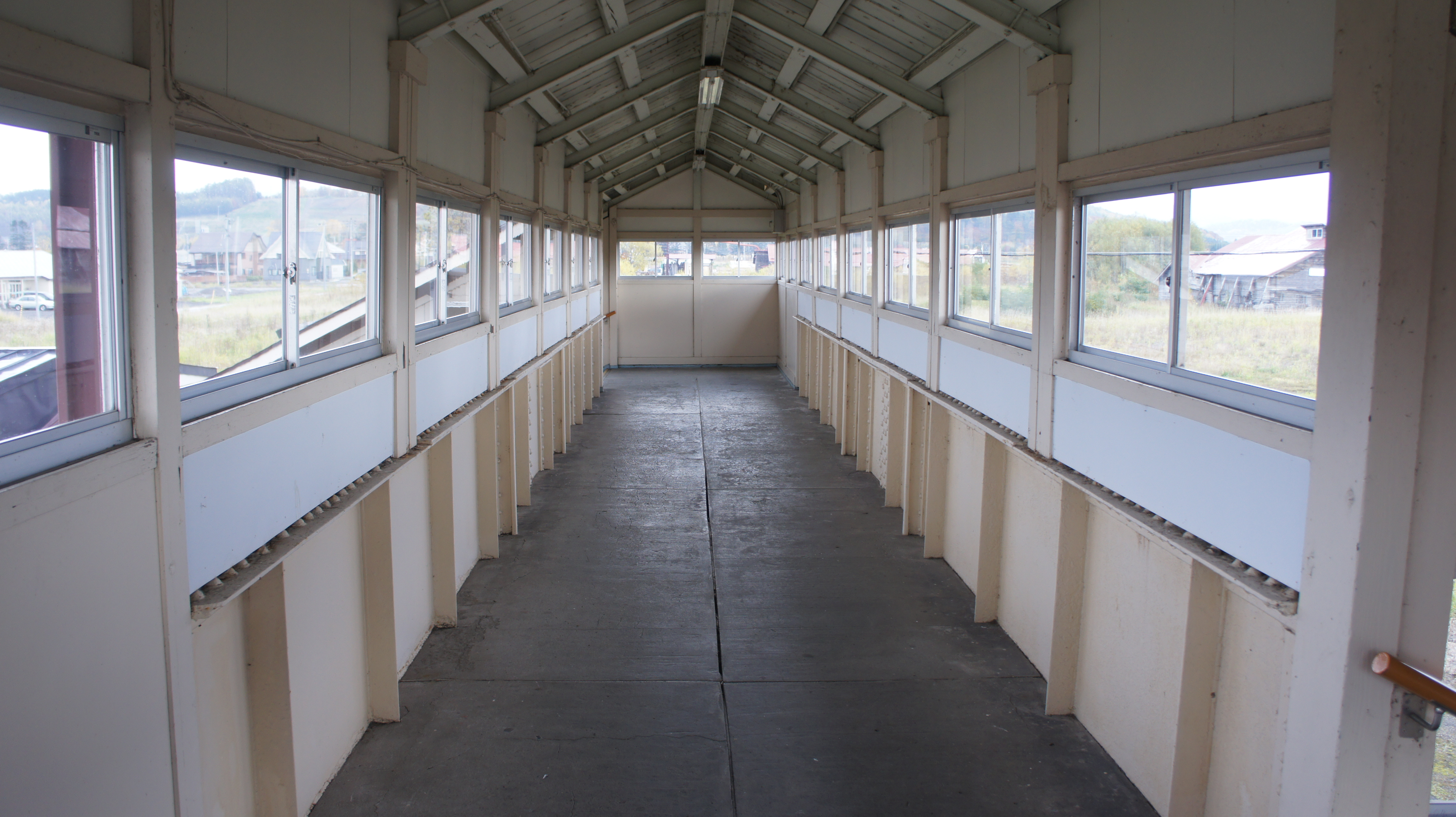
과선교（2017년 10월）
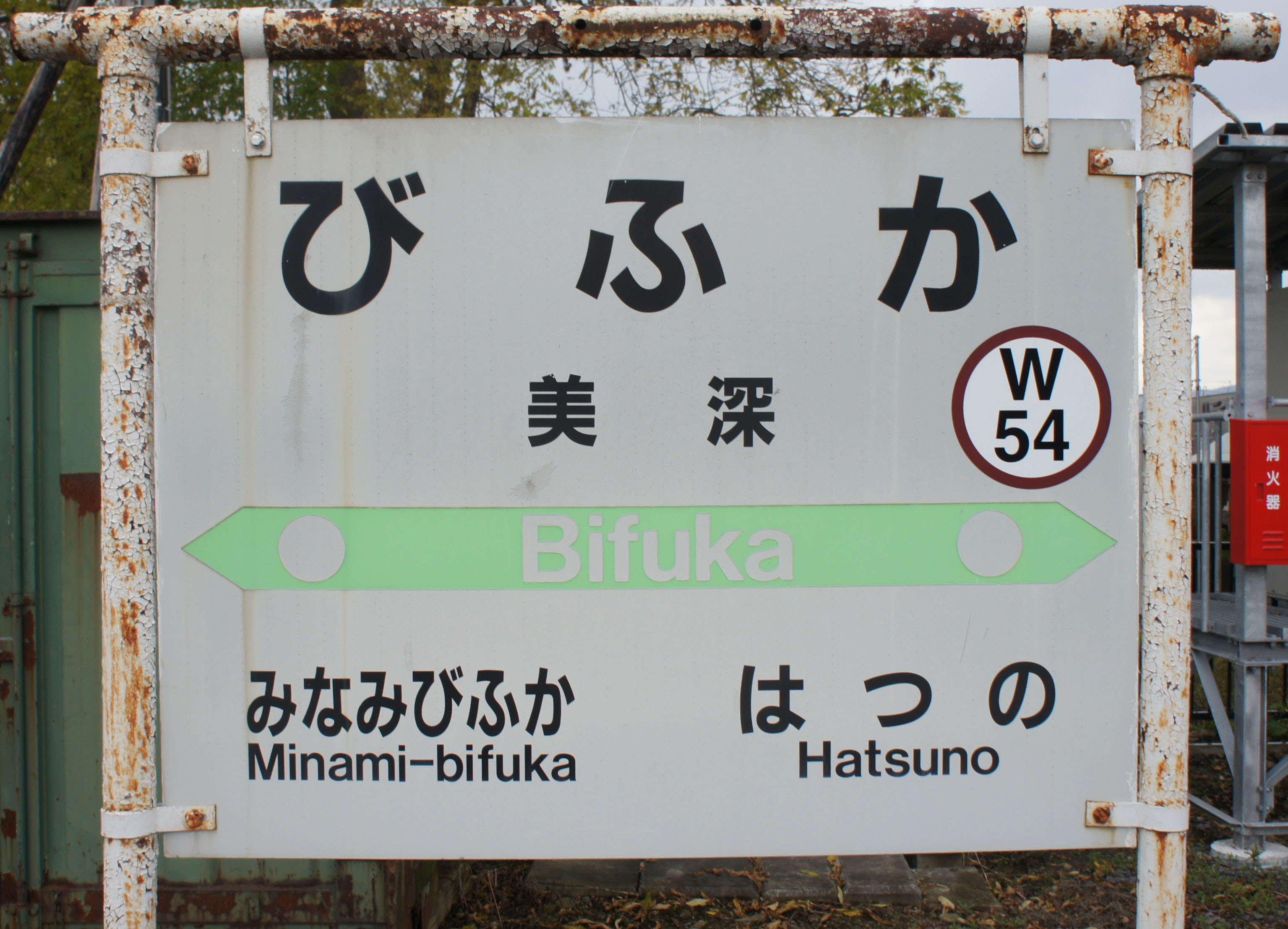
역명표 (2017년 10월)

## 이용 현황
- 2012 ~ 2016년의 승차 인원 (특정 평일 조사일) 평균 104.2명[보도 1]
- 1013 ~ 2017년의 승차 인원 (특정 평일 조사일) 평균 88.2명[보도 2]

## 역 주변
- 홋카이도 지방도 680호 고반케 비후카 정차장 선
- 국도 제40호선 · 국도 제275호선
- 비후카 정청
- 비후카 경찰서
- 비후카 경찰서 역 앞 교통 경찰
- 비후카 우체국
- 호쿠세이 신용금고 비후카 지점
- 호쿠요 은행 비후카 지점
- 기타하루카 농업 협동조합 (JA기타하루카) 본점
- 홋카이도 비후카 고등학교
- 홋카이도 비후카 고등 양호 학교
- 홋카이도 가미카와 북부 삼림 보호 센터
- 아사히카와 토목 현업소 비후카 출장소
- 비후카 정 문화회관 COM100
- 메이시 버스, 소야 버스 "비후카" 정류장 (국도 40호)

## 인접 역
| 홋카이도 여객 철도 (JR홋카이도)                         | 홋카이도 여객 철도 (JR홋카이도)     | 홋카이도 여객 철도 (JR홋카이도) |
| ------------------------------------------------------- | ----------------------------------- | ------------------------------- |
| W48 나요로 아사히카와 방면                              | 특급 "소야", "사로베쓰" ■ 소야 본선 | 오토이넷푸 W61 왓카나이 방면    |
| W52 지호쿠 아사히카와 방면                              | 보통 ■ 소야 본선                    | 하쓰노 W55 왓카나이 방면        |
| 일부 보통 열차는 미나미비후카 역, 하쓰노 역을 통과한다. |                                     |                                 |

### 이전에 존재했던 노선
| 일본국유철도 (국철) | 일본국유철도 (국철) | 일본국유철도 (국철)    |
| ------------------- | ------------------- | ---------------------- |
| 시·종착역           | 비코선              | 히가시비후카 이푸 방면 |

### 보도 발표 자료
1. ↑  “宗谷線（名寄・稚内間）” [소야 선 (나요로, 왓카나이 간)] (PDF) (보도 자료) (일본어). 北海道旅客鉄道. 2017년 12월 8일. 2017년 12월 30일에 원본 문서 (PDF)에서 보존된 문서. 2017년 12월 30일에 확인함.
2. ↑  “宗谷線（名寄・稚内間）” [소야 선 (나요로, 왓카나이 간)] (PDF) (보도 자료) (일본어). 北海道旅客鉄道. 2017년 7월 2일. 2017년 12월 30일에 원본 문서 (PDF)에서 보존된 문서. 2018년 7월 13일에 확인함.

### 신문 기사
1. ↑  “JR北海道 4駅を無人化” [JR홋카이도 4역을 무인화]. 《고쓰 신문》 (고쓰 신문사). 2016년 4월 14일.
2. ↑  “4駅窓口業務終了 奈井江・美幌・留辺蘂・美深 地元から職員配置も” [4역 창구 역무 종료 나이에, 비호로, 루베시베, 비후카 지역 주민으로 직원 배치도]. 《北海道新聞》 (北海道新聞社). 2016.4.13. 2016년 4월 15일에 원본 문서에서 보존된 문서. 2016.4.15에 확인함.